# Phase Festival
O Phase Festival é um festival anual de música eletrônica realizado em Recife, Pernambuco, Brasil. A primeira edição está programada para ocorrer em 9 de novembro de 2024 no Complexo Phase, localizado na Zona Portuária de Recife. O evento é voltado para os gêneros de house, techno, além de outras vertentes da música eletrônica.

## Histórico
O Phase Festival foi idealizado em 2024 pelos curadores João Vitor de Sá e Oscar Nogueira conhecidos pelas iniciativas Revérse em Recife - PE e Sabiá em Natal - RN, com o objetivo de estabelecer Recife como um polo relevante da música eletrônica no Brasil. O evento busca conectar a cena eletrônica local com tendências globais, além de promover artistas emergentes e consolidados. A primeira edição do festival contará com mais de 20 artistas nacionais e internacionais.

## Local
O festival acontece no Complexo Phase, uma área de 4.500 metros quadrados na Zona Portuária de Recife. O local foi escolhido por sua infraestrutura e localização, permitindo a criação de dois palcos principais:
- Palco Armazém: situado em um espaço fechado com uma estética de armazém industrial, destinado a estilos mais densos de música eletrônica.
- Palco Cais: um palco ao ar livre localizado às margens do rio Capibaribe, que apresenta gêneros mais variados, como house e drum'n'bass.[3]

O Complexo Phase tem capacidade para mais de 5 mil pessoas e oferece acesso facilitado por transporte público e outras opções de mobilidade.

## Impacto
O Phase Festival visa contribuir para o desenvolvimento da cena eletrônica em Recife e atrair público de outras regiões do Brasil, bem como de outros países. Ao reunir artistas de diferentes cidades brasileiras e de países como França e Holanda, o festival busca inserir Recife na rota dos principais eventos de música eletrônica do país.